# Lysiosquilla panamica
Lysiosquilla panamica is een bidsprinkhaankreeftensoort uit de familie van de Lysiosquillidae. De wetenschappelijke naam van de soort is voor het eerst geldig gepubliceerd in 1971 door Manning.